# UAG-40
Il UAG-40 è un lanciagranate automatico mobile (trasportato da un soldato)  sviluppato dalla Precision Mechanisms Design Bureau  per l'utilizzo da parte delle forze armate ucraine. La produzione di lanciagranate e munizioni  è stata avviata presso lo stabilimento PJSC Kuznya na Rybalskomu di Kiev.

## Descrizione
Il meccanismo UAG-40 è dotato di otturatore libero. L'iniezione e lo sparo della capsula vengono effettuati durante il rullo dell'otturatore. Alimentazione è a nastro (nastro metallico americano M16).
Le granate sono ad alta velocità, vengono utilizzati tutti i tipi disponibili di granate degli standard NATO 40 × 53 mm. UAG-40 usa l'ammortizzatore di attrito dell'otturatore, il freno di bocca e il taglio a tre stadi della canna per ridurre lo slancio dell'arresto.
Il freno di bocca è progettato in modo tale che, utilizzando il gas dai prodotti della combustione della polvere da sparo, riduce lo slancio del rimbalzo, lo slancio di lancio della canna e quello dello spruzzo di particelle di terreno nel treppiede.
Il lanciagranate è controllato da due maniglie poste nella parte posteriore del corpo, oppure da una maniglia e da un poggia spalle. Per comodità dell'operatore, le impugnature possono assumere una posizione orizzontale o verticale. La maniglia destra è dotata di un pulsante di scatto. Il pulsante di scatto ha due modalità: per scatti singoli e per seriale. Il grilletto e l'otturatore sono dotati di chiavistelli che impediscono lo sparo non autorizzato in qualsiasi condizione (comprese cadute, scosse, vibrazioni, colpi da qualsiasi lato). Per comodità e affidabilità, entrambi i morsetti sono azionati da una leva. L’UAG-40, e dotato di seggiolino anche con l’inusuale treppiede a "Y" rovesciata, complessivamente raggiunge 30 chilogrammi di peso. 
Il vantaggio del lanciagranate UAG-40 sta nello sviluppo del design utilizzato:
- ammortizzatore di attrito dell'otturatore, costituito da molle a sbalzo che interagiscono con l'otturatore e si trovano sulla superficie interna dell'alloggiamento;

- taglio longitudinale a vite in tre fasi di un tronco costituito da due parti;

- comandi a grilletto rotanti;

- mirino meccanico prefabbricato, che si trova nella maniglia per il trasporto di AG.

L'uso integrato di queste soluzioni progettuali ha ottenuto i principali vantaggi: elevata precisione (clustering) quando si spara in serie, basso impulso di rimbalzo, elevata affidabilità e facilità di produzione e funzionamento.
Sviluppato da KB "Meccanismi precisi". La produzione di lanciagranate e munizioni viene avviata presso il PJSC di Kiev "Kuznya na Rybalskomu Plant" . Tra la gamma di colpi 40 × 53 mm prodotti dall'azienda - frammentazione altamente esplosiva PGOF-40 (raggio di 10 m), PGOK-40 cumulativo a frammentazione (penetrazione dell'armatura fino a 80 mm) e inerte (allenamento) PGI.
Il lanciagranate ha superato con successo i test di stato nel dicembre 2017.
Alla mostra "Armi e sicurezza" nel 2018 è stato presentato su una piattaforma semovente "Piranha".

## Utilizzatori
Ucraina
- forze terrestri ucraine

 Nigeria
- Nigerian Army[7]

Alcuni sono stati sequestrati dal gruppo terroristico Boko Haram. Il 24 aprile 2016, il gruppo ha distribuito le foto delle armi sequestrate a seguito di un'imboscata all'unità 155 della task force. Tra le altre cose, la foto mostrava il lanciagranate UAG-40 dell'ultima modifica (introdotta a febbraio 2015) con un binario Picatini integrato e un meccanismo di alimentazione migliorato.